# Arthur de Cossé-Brissac
Pour les autres membres de la famille, voir Maison de Cossé-Brissac.
Pour les articles homonymes, voir Cossé et Brissac.
 (septembre 2022).

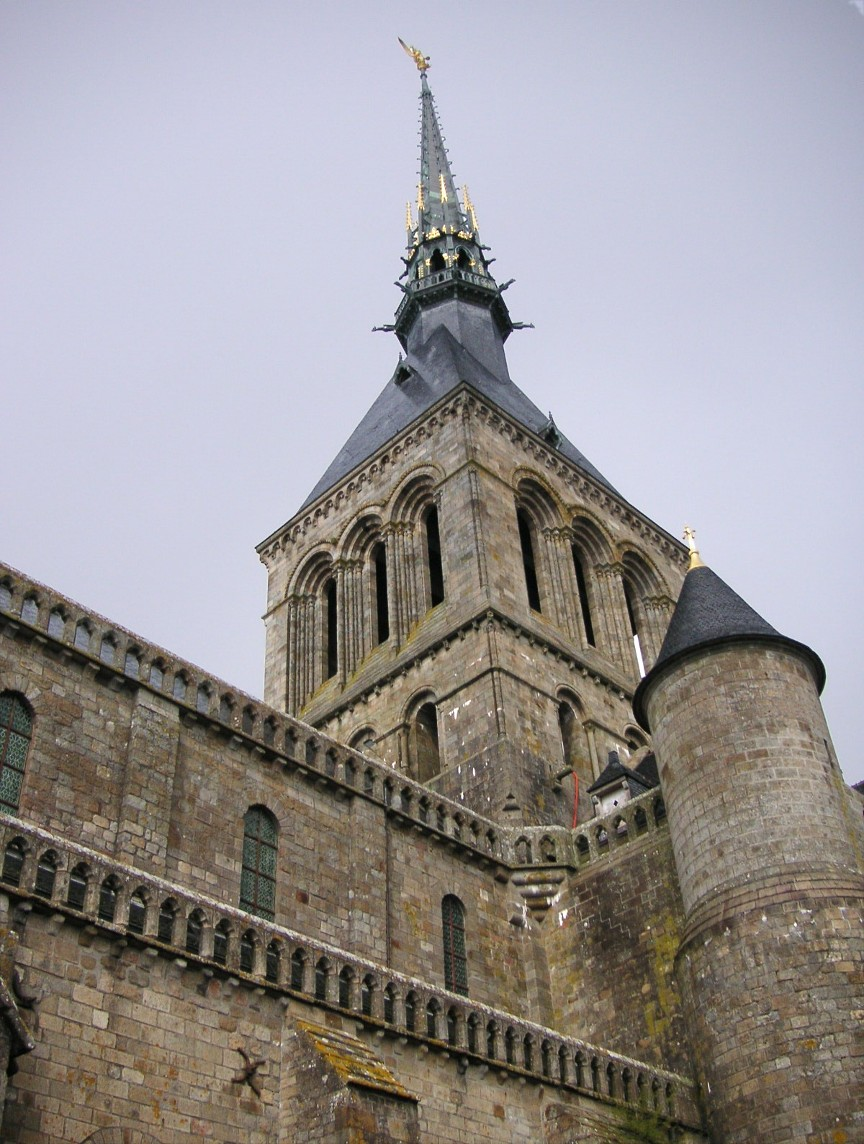
Le Mont Saint-Michel.

Arthur de Cossé-Brissac, né en 1515 et mort le 7 octobre 1587, est un religieux français, quarantième abbé du Mont Saint-Michel, de 1570 à 1587.

## Biographie
Arthur de Cossé, issu de la maison de Brissac, évêque de Coutances et commendataire de plusieurs riches communautés, est d'abord pourvu de l'abbaye Saint-Jouin de Marnes et de l'abbaye Sainte-Trinité de Lessay. Le roi lui donne ensuite l'abbaye de Saint-Melaine de Rennes en 1560 qu'il échange contre l'abbaye du Mont-Saint-Michel, dont il prend possession le 6 juin 1570 avant d'obtenir la ratification papale.
Divers jugements ont été prononcés sur lui. Les chroniqueurs monastiques du Mont-Saint-Michel prétendent que la houlette pastorale fut en ses mains une férule sévère. Le paiement de la taxe dont Charles IX avait frappé les bénéfices de son royaume, avec l'autorisation du pape Pie V, fut lune des premières obligations auxquelles le nouvel abbé eut à faire face.
Les dévastations sanglantes dont la Normandie inférieure était le théâtre depuis 1561, le sac de Coutances, de son palais épiscopal et de sa cathédrale, ne pouvaient qu’avoir amplement absorbé les ressources que ce pontife puisait dans son évêché et dans les trois abbayes dont il possédait les commandes : aussi songea-t-il à trouver des moyens extraordinaires d’acquitter cette imposition. La vente de quelques uns des nombreux objets précieux que renfermait le trésor de l'abbaye, lui sembla le moyen le plus commode.
Une crosse magnifique, le calice d'or acheté par Robert Jollivet et plusieurs autres vases de prix furent les joyaux retenus pour leur vente. Elle est interrompue par le prieur claustral Jean de Grimouville : appuyé par plusieurs religieux, ce moine se révéla même brutal. Un des religieux raconte qu'Arthur de Cossé tomba violemment à terre après avoir reçu une violente gifle par le prieur. Les moines étant demeurés partisans du prieur claustral, Arthur prend la fuite avec l'orfèvre et les quelques pièces du trésor qu'ils se sont accaparés.
Deux contestations judiciaires opposent bientôt l'abbé au couvent. Arthur de Cossé, voulant écarter de sa charge l'auteur de la gifle, força ses moines, par l'arrêt qu’il obtint en 1572 du Parlement de Rouen, à n’élire leur prieur que pour trois ans ; et, afin d’atteindre plus sûrement le but de ses désirs, il obtint du roi la nomination de Jean de Grimouville à l'abbaye de La Lucerne tombée alors en vacance. Les moines, en signe de protestation, ré-élurent l'abbé Jean de Grimouville en qualité de prieur claustral, ce dernier y ayant maintenu sa résidence. Le second procès visant la restitution des vases précieux est tranché en 1579. Condamné à restituer à la trésorerie de son abbaye les objets d’orfèvrerie qu'il avait enlevés, Arthur de Cossé vend au prix de 1 500 livres le manoir et le collège que son monastère possédait à Caen, et, avec le prix, grossi de celui d'une coupe de bois, il récupère ces vases des mains des héritiers de N. Letexis, bourgeois de cette dernière ville. Seuls le calice et d’autres objets du poids de dix-sept onces manquent aux richesses qui sont restituées le 28 septembre 1579 au trésor du Mont.
La hauteur et l’obstination vindicative dont Jean de Grimouville suivit et fit partager à son couvent ses inspirations passionnées, ne furent pas en son esprit exclusives des vertus monacales : s’il ne tenta pas de replacer ses frères sous la pratique rigoureuse de l’observance de leur règle, au moins s'efforça-t-il de réformer les principaux abus qui ternissaient les mœurs religieuses. Les statuts qu’il publia à cet effet jettent quelque lumière sur l’état intérieur de la vie claustrale : la prohibition dont il frappa l’entretien de chiens de chasse dans l’enceinte du monastère, l’usage de porter des dentelles aux cols et aux poignets des chemises, de se vêtir d’habits de soie, de porter des moustaches et des cheveux longs, montre suffisamment que l’humilité cénobitique était loin d’être cultivée dans sa rigueur disciplinaire.
Un autre incident vint ranimer, en 1575, la discorde allumée entre Arthur de Cossé et le couvent du Mont Saint-Michel. Henri III ayant frappé tous les biens ecclésiastiques d'une nouvelle taxe, le monastère du Mont-Saint-Michel fut imposé à hauteur de 1 860 livres. Arthur de Cossé s'adressa directement au pape, qui lui permit de s'acquitter de cette charge extraordinaire par la vente de quelques terres et rentes de la seigneurie de Bretteville. Ce fait convainquit le Mont Saint-Michel d'embrasser en 1576 la cause de la Ligue. Cette résolution met en danger la forteresse monastique.
Ainsi, en 1577, le monastère est envahi par une bande d’aventuriers en l'absence du comte de Baternay, capitaine du Mont. Menés par un gentilhomme protestant, le matin du 22 juillet, vingt-cinq hommes se présentèrent en habits de pèlerins à la porte du Mont-Saint-Michel où ils sont admis. Arrivés à l'entrée de l'abbaye, ils s'y introduisent, secrètement munis de pistolets et de poignards. Ils se rendent à l’église et, après s’y être livrés à des pratiques religieuses, et avoir même fait dire plusieurs messes, ils se divisent en plusieurs groupes, et occupent chacun leur poste avec une apparente insouciance. Au signal convenu, le corps de garde et l'église sont envahis et enlevés à la fois. Un soldat, refusant de rendre son épée, est tué net: effrayés par cet exemple, les autres s’empressent de jeter leurs armes. Les moines, qui se trouvaient en ce moment dans l’église, ne parvinrent pas tous à se soustraire au fer par la fuite ; plusieurs furent blessés : Jean Le Mancel, secrétaire du chapitre et maître des novices, qui donna le récit de cette surprise, affirme qu’il fut lui-même profondément atteint d’un coup de poignard au cou.
L’historien protestant, La Popelinière, un des meilleurs historiens de Normandie, assurent même qu’ils massacrèrent les religieux qui leur avaient dit la messe. Du Touchet fut moins heureux que ses compagnons : caché avec douze cavaliers dans l’ombre d’un hallier, il en était sorti au signal de l’attaque, et s’était porté au galop sur l’entrée du Mont Saint-Michel ; mais l’espace qu’il avait à parcourir, permit aux habitants de se réunir, de fermer la porte, et de repousser son attaque. Cet échec fut le point où s’arrêta le triomphe que cette légère troupe d’agresseurs avait dû à l’effroi et au désordre de la surprise. On se rallia, et les vainqueurs éphémères, bientôt assiégés dans le monastère qu’ils avaient si brusquement conquis, s’y maintinrent pourtant jusqu’au lendemain. À la nouvelle de cette attaque, un des enseignes de Matignon, Louis de La Morinière, sieur de Vicques, accourut à Avranches, où il réunit quelques forces avec lesquelles il se jeta rapidement sur le Mont Saint-Michel. Sa présence dissipa la dernière espérance que cette poignée d’aventuriers avait conçue de prolonger la lutte : à la première sommation ils se rendirent sur la promesse de la vie sauve ; ils ouvrirent les portes du monastère à huit heures du matin, le lendemain du jour où ils s’en étaient rendus maîtres.
La capitulation sous la foi de laquelle s’étaient placés les protestants fut odieusement violée par les vainqueurs : les deux gentilshommes qui les commandaient furent saisis et eurent la tête tranchée. Leurs soldats furent pendus. Cet exploit, dont une félonie avait cependant souillé l’éclat, mérita à de Vicques le commandement de la place qu’il avait si promptement recouvrée. Henri III en dépouilla René de Baternay, pour l’en revêtir avec le titre de gouverneur.
Arthur de Cossé se retire dans le château de Loiselière, en la baronnie de Saint-Pair, où la mort le frappe.
Son corps est rapporté dans sa cathédrale, où il reçoit les honneurs de l’inhumation au milieu du chœur. N’ayant conservé avec son monastère que des rapports d'intérêt, l'unique vestige qu'il y a imprimé consiste en une la verrière présentant son image en vêtements violets, qu'il a fait placer à l'une des fenêtres du chœur, près de celle où brillent la figure et l'écusson du cardinal d'Estouteville.